# Venelles
Venelles är en kommun i departementet Bouches-du-Rhône i regionen Provence-Alpes-Côte d'Azur i sydöstra Frankrike. Kommunen ligger  i kantonen Aix-en-Provence-Nord-Est som ligger i arrondissementet Aix-en-Provence. År 2022 hade Venelles 8 420 invånare.

## Befolkningsutveckling
Antalet invånare i kommunen Venelles
Referens:INSEE

## Sport
Pays d'Aix Venelles VB har vunnit Coupe de France i volleyboll två gånger (2017 och 2020).